# Brojac
Brujat (en francès Brugheas) és un municipi francès, situat al departament de l'Alier i a la regió d'Alvèrnia-Roine-Alps. L'any 2007 tenia 1.301 habitants.

## Demografia

### Població
El 2007 la població de fet de Brugheas era de 1.301 persones. Hi havia 536 famílies de les quals 128 eren unipersonals (76 homes vivint sols i 52 dones vivint soles), 212 parelles sense fills, 180 parelles amb fills i 16 famílies monoparentals amb fills.
La població ha evolucionat segons el següent gràfic:
Habitants censats

### Habitatges
El 2007 hi havia 620 habitatges, 543 eren l'habitatge principal de la família, 35 eren segones residències i 42 estaven desocupats. 612 eren cases i 6 eren apartaments. Dels 543 habitatges principals, 488 estaven ocupats pels seus propietaris, 41 estaven llogats i ocupats pels llogaters i 14 estaven cedits a títol gratuït; 2 tenien una cambra, 13 en tenien dues, 64 en tenien tres, 184 en tenien quatre i 280 en tenien cinc o més. 467 habitatges disposaven pel capbaix d'una plaça de pàrquing. A 195 habitatges hi havia un automòbil i a 304 n'hi havia dos o més.

### Piràmide de població
La piràmide de població per edats i sexe el 2009 era:
| Homes | Edats   | Dones |
| ----- | ------- | ----- |
| 0     | 95 o +  | 4     |
| 4     | 90 a 94 | 8     |
| 4     | 85 a 89 | 20    |
| 4     | 80 a 84 | 0     |
| 16    | 75 a 79 | 24    |
| 24    | 70 a 74 | 24    |
| 44    | 65 a 69 | 44    |
| 44    | 60 a 64 | 56    |
| 32    | 55 a 59 | 40    |
| 72    | 50 a 54 | 56    |
| 48    | 45 a 49 | 68    |
| 40    | 40 a 44 | 44    |
| 36    | 35 a 39 | 36    |
| 32    | 30 a 34 | 24    |
| 28    | 25 a 29 | 28    |
| 24    | 20 a 24 | 16    |
| 64    | 15 a 19 | 44    |
| 28    | 10 a 14 | 60    |
| 28    | 5 a 9   | 20    |
| 20    | 0 a 4   | 16    |

## Economia
El 2007 la població en edat de treballar era de 835 persones, 607 eren actives i 228 eren inactives. De les 607 persones actives 559 estaven ocupades (286 homes i 273 dones) i 48 estaven aturades (27 homes i 21 dones). De les 228 persones inactives 97 estaven jubilades, 59 estaven estudiant i 72 estaven classificades com a «altres inactius».

### Ingressos
El 2009 a Brugheas hi havia 562 unitats fiscals que integraven 1.370 persones, la mediana anual d'ingressos fiscals per persona era de 18.575 €.

### Activitats econòmiques
Dels 48 establiments que hi havia el 2007, 2 eren d'empreses alimentàries, 2 d'empreses de fabricació de material elèctric, 3 d'empreses de fabricació d'altres productes industrials, 13 d'empreses de construcció, 8 d'empreses de comerç i reparació d'automòbils, 2 d'empreses de transport, 5 d'empreses d'hostatgeria i restauració, 1 d'una empresa financera, 1 d'una empresa immobiliària, 7 d'empreses de serveis, 1 d'una entitat de l'administració pública i 3 d'empreses classificades com a «altres activitats de serveis».
Dels 17 establiments de servei als particulars que hi havia el 2009, 1 era un taller de reparació d'automòbils i de material agrícola, 2 paletes, 2 guixaires pintors, 2 fusteries, 4 lampisteries, 3 electricistes, 1 restaurant, 1 agència immobiliària i 1 saló de bellesa.
Dels 2 establiments comercials que hi havia el 2009, 1 era una carnisseria i 1 una botiga de material esportiu.
L'any 2000 a Brugheas hi havia 31 explotacions agrícoles que ocupaven un total de 1.767 hectàrees.

## Equipaments sanitaris i escolars
El 2009 hi havia una escola elemental.

## Poblacions properes
El següent diagrama mostra les poblacions més properes.